# Emilio Ellena
Emilio Ellena (Rosario, 5 de abril de 1934 - Santiago de Chile, 23 de septiembre de 2011) fue un estadístico matemático, investigador y coleccionista de arte argentino.